# Alicia Vikander
Alicia Vikander [aˈliːsɪa vɪˈkandɛr] , est une actrice suédoise, née le 3 octobre 1988 à Göteborg (Suède).
Elle a acquis, depuis le film suédois Pure (Till det som är vackert, 2010), une stature internationale. Elle est considérée comme une des étoiles montantes du cinéma européen, comme en témoignent les nombreux prix qui lui ont été décernés.
Elle confirme en 2012 avec les films d'époque Royal Affair (En kongelig affære), de Nikolaj Arcel et Anna Karénine (Anna Karenina), de Joe Wright, puis tient les premiers rôles féminins de grosses productions hollywoodiennes : Agents très spéciaux : Code UNCLE (2015), de Guy Ritchie et Jason Bourne (2016), de Paul Greengrass. En 2018, elle est propulsée tête d'affiche quand elle succède à Angelina Jolie en incarnant le personnage de Lara Croft dans une nouvelle adaptation cinématographique de Tomb Raider.
Mais c'est avec des projets indépendants sortis en 2015 qu'elle continue à convaincre la critique : dans le drame Danish Girl (The Danish Girl), de Tom Hooper, qui lui vaut lors de la 88e cérémonie des Oscars en 2016 l'Oscar de la meilleure actrice dans un second rôle, puis le thriller de science-fiction Ex machina, d'Alex Garland, acclamé par la critique.

## Biographie

### Jeunesse et formation
Alicia Amanda Vikander naît le 3 octobre 1988 à Göteborg, en Suède. Elle est la fille de la comédienne de théâtre suédoise Maria Fahl Vikander et de Svante Vikander psychiatre, qui se sont séparés quand elle avait deux mois,. Elle a été principalement élevée par sa mère. Ses parents viennent respectivement de petits villages du nord et du sud de la Suède. Elle a cinq frères et sœurs du côté paternel. Elle passe son enfance dans les coulisses des théâtres où sa mère jouait, d'où une certaine familiarité avec la comédie. Mais avant la comédie, ses premières passions furent la musique et la danse.
L'actrice a joué du violon pendant sept ans avant d’abandonner, alors qu'elle intégrait le Ballet royal suédois afin de devenir danseuse classique professionnelle. À cette période, Alicia Vikander fait un stage à l'Opéra royal de Stockholm, où elle obtient un rôle dans le film de danse The Rain (2007) de Pontus Lidberg ainsi que dans plusieurs productions de l'opéra de Göteborg. C'est à cette occasion, et après de nombreuses blessures subies à la danse, qu'Alicia Vikander prend conscience de sa passion pour la comédie. Alicia Vikander a également auditionné dans une école d'art dramatique mais a été refusée deux fois. Admise à la faculté de droit mais voulant poursuivre ses rêves de devenir actrice, elle n'y est finalement jamais allée.

### Carrière

#### Des débuts remarqués

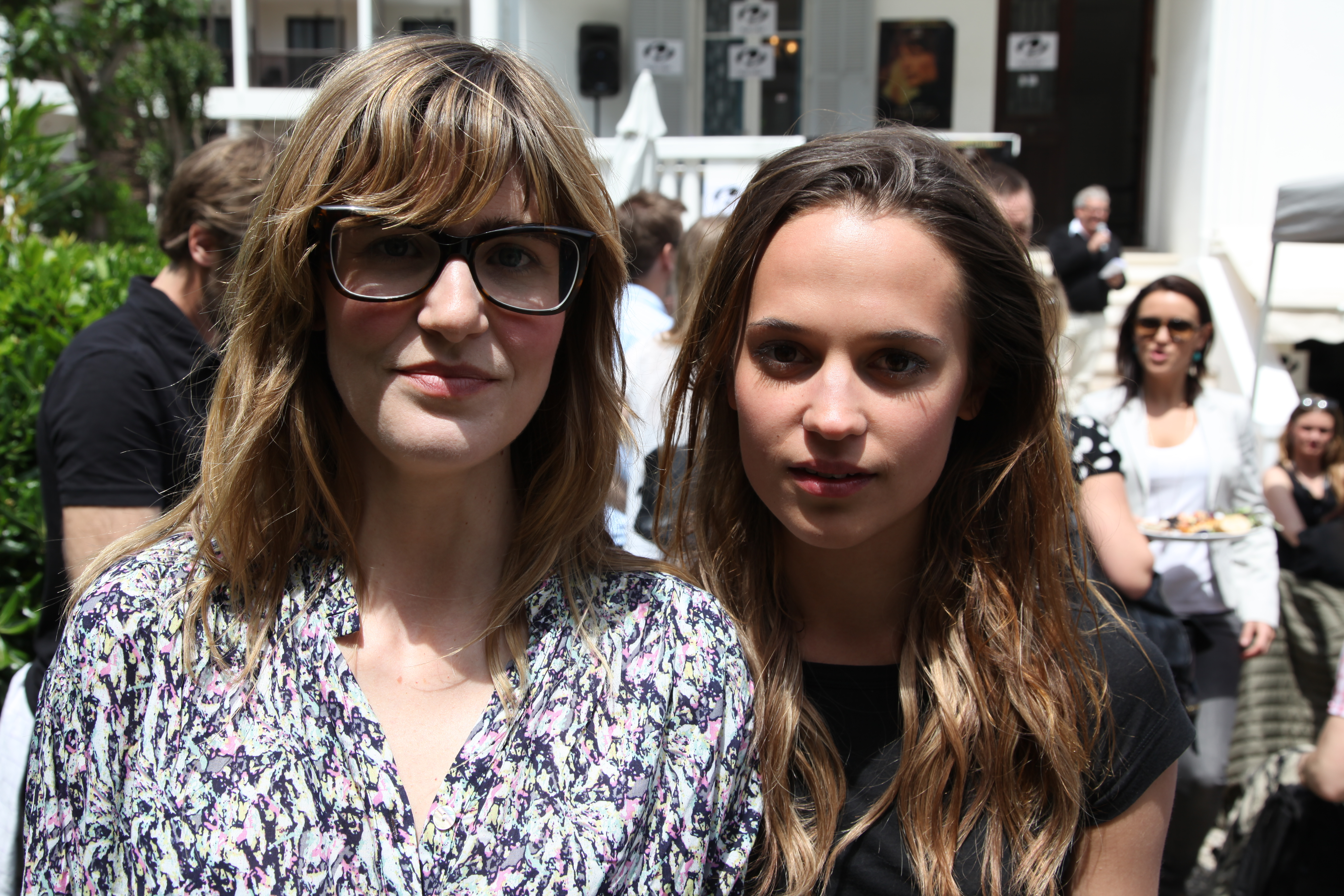
Alicia Vikander aux côtés de la réalisatrice Lisa Langseth lors du Festival de Cannes (2012).

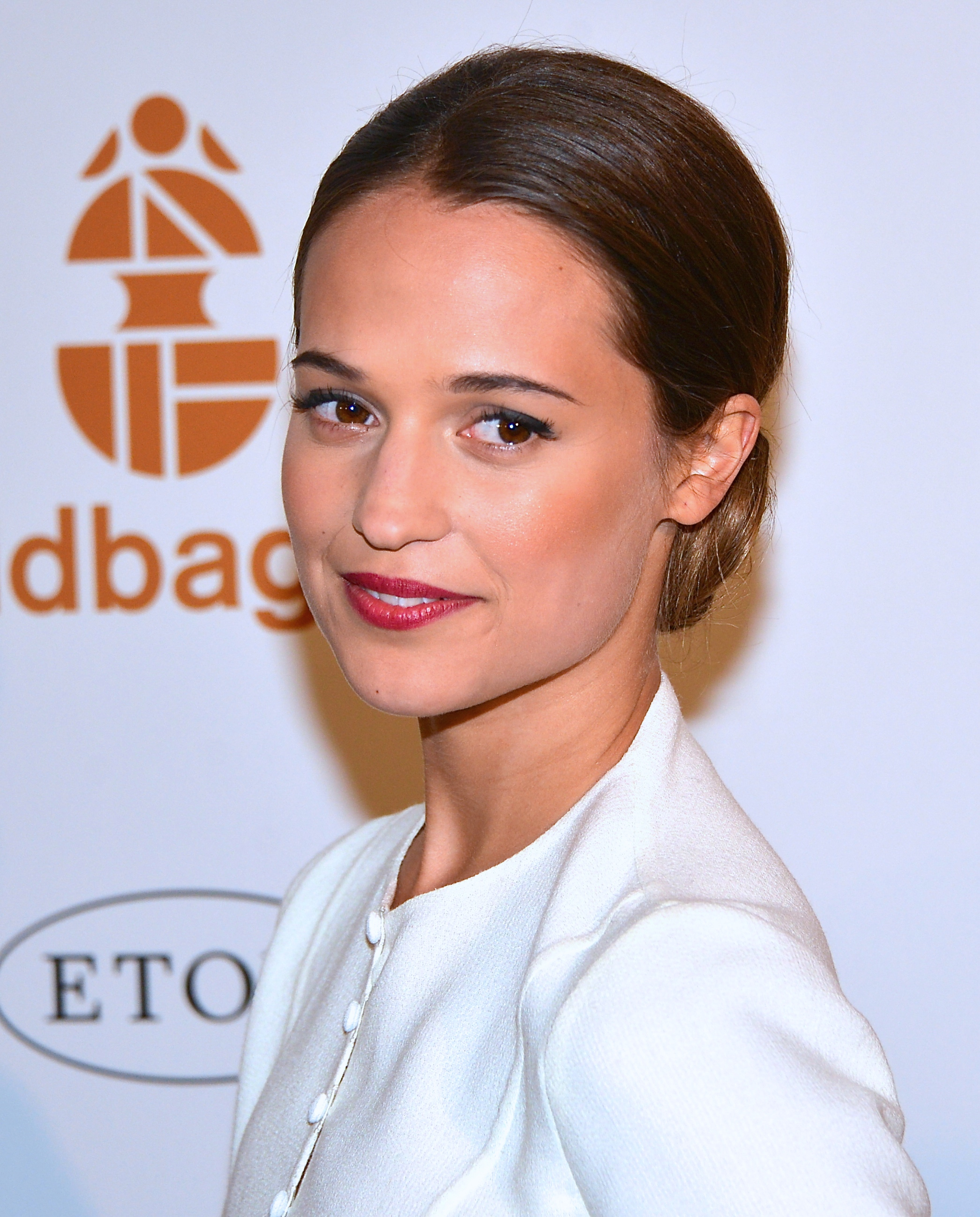
Alicia Vikander lors du Guldbaggen (2013).

Elle commence sa carrière au cinéma en 2007, mais c'est en 2010, avec le film Pure (Till det som är vackert) réalisé par Lisa Langseth, qu’elle se fait remarquer. Pour son interprétation tout en nuance du personnage de Katarina, elle reçoit le Prix Guldbagge de la meilleure actrice, équivalent des César du cinéma en Suède. Puis elle s'ouvre au public international avec le film Royal Affair (En kongelig affære, 2012), qui fut nommé à l'Oscar du meilleur film international. Pour ce film, où elle incarne la reine consort du Danemark et de Norvège Caroline-Mathilde de Grande-Bretagne, elle dut apprendre à parler le danois et remporte le prix Shooting Stars lors du Festival international du film de Berlin en 2011, où le film était présent en compétition officielle.
En 2012, elle prête ses traits à Kitty dans l'adaptation du roman de Léon Tolstoï, Anna Karénine (Anna Karenina), de Joe Wright. Pour les besoins du film, elle apprend à parler l'anglais britannique et travaille son accent. Sa prestation lui vaut une nomination au Rising Star Awards en 2013 lors de la 66e édition des British Academy Film and Television Arts Awards. Alicia Vikander démontre une certaine aptitude à apprendre les langues étrangères pour les besoins de sa carrière d'actrice.

#### Hollywood
En 2013, l'actrice fait une entrée remarquable dans le cinéma hollywoodien en faisant partie de la distribution du thriller géopolitique Le Cinquième Pouvoir (The Fifth Estate) réalisé par Bill Condon et présenté en ouverture du Festival international du film de Toronto en 2013.
Elle garde un pied en Suède en portant le drame indépendant Hotell, pour lequel elle retrouve la cinéaste Lisa Langseth, trois ans après le film Pure (Till det som är vackert) qui l'avait révélée. Ce long métrage est également présenté lors du Festival international du film de Toronto en 2013, où sa performance d'actrice sera saluée par la critique,.
L'année d'après, elle est à l’affiche du film australien réalisé par Julius Avery Son of a Gun, aux côtés de Ewan McGregor et Brenton Thwaites, ainsi que de la super production hollywoodienne Le Septième Fils (Seventh Son), face à Jeff Bridges et Julianne Moore. Ces longs métrages ont reçu des critiques mitigées mais les prestations d'Alicia Vikander ont, elles, toujours été saluées.

#### Confirmation

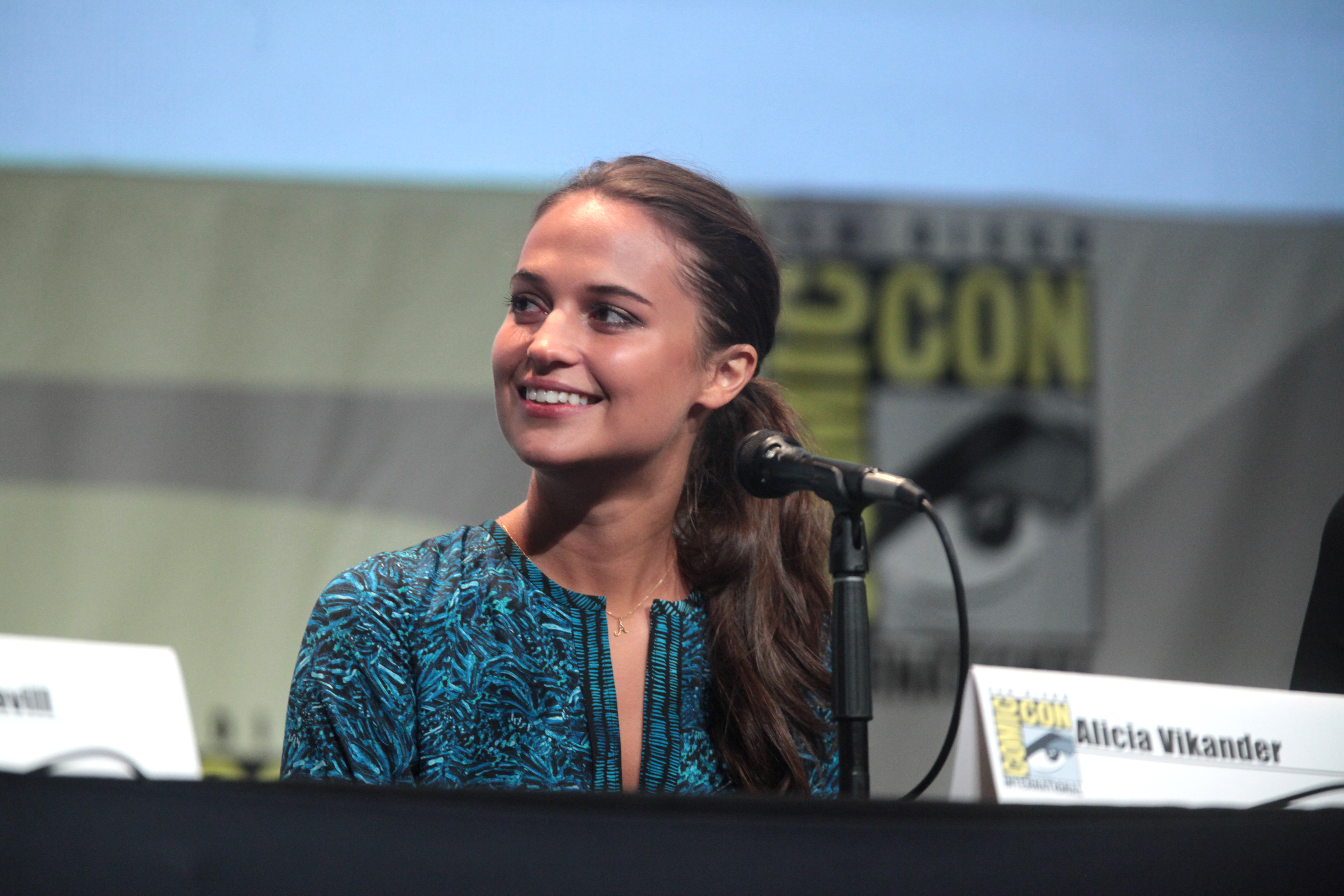
Alicia Vikander lors du San Diego Comic-Con, pour la promotion de Agents très spéciaux : Code UNCLE (2015).

L’année 2015 est marquée par la sortie de cinq longs métrages. Alors qu'Hotell de Lisa Langseth, dont elle est l’héroïne, est distribué dans les salles américaines, elle partage l'affiche du film biographique britannique Mémoires de jeunesse (Testament of Youth) avec Kit Harington où elle joue le rôle de Vera Brittain, une écrivaine. Elle se fait ensuite remarquer en tenant le rôle féminin principal du thriller de science-fiction indépendant Ex machina, écrit et réalisé par Alex Garland. Elle y livre une performance remarquée en robot à la psychologie complexe et insaisissable.
À l'été sort son premier blockbuster : le film d'espionnage Agents très spéciaux : Code UNCLE (The Man from U.N.C.L.E.), de Guy Ritchie, aux côtés de l'Anglais Henry Cavill et de l'Américain Armie Hammer. Le film est plutôt bien reçu, mais déçoit commercialement. À la fin de l'année, elle fait partie de la distribution internationale réunie autour de Bradley Cooper pour la comédie dramatique À vif ! (Burnt) de John Wells. Le film est un échec critique et rembourse à peine son budget. Cette même année, elle vient défendre un documentaire du Suédois Stig Björkman consacré à l'actrice Ingrid Bergman, intitulé Ingrid Bergman in Her Own Words et auquel elle prête sa voix. Ce dernier est présenté lors de la 68e édition du Festival de Cannes dans le cadre de Cannes Classics.
En avril 2015, elle devient la nouvelle égérie de la maison de haute couture française Louis Vuitton. En juin 2015, elle intègre officiellement la distribution principale du cinquième opus de la saga d'espionnage Jason Bourne, qui marque le retour du réalisateur Paul Greengrass et de la star Matt Damon dans le rôle-titre. Le film sort en juillet 2016 et devient à ce jour le plus grand succès commercial de l'actrice, malgré un accueil critique mitigé. Outre ce blockbuster attendu, l'année 2016 lui permettra de confirmer dans des registres différents : d'abord avec le film biographique britannique Danish Girl (The Danish Girl), réalisé par Tom Hooper, dont elle partage l'affiche avec Eddie Redmayne ; puis avec le drame Une vie entre deux océans (The Light Between Oceans), écrit et réalisé par Derek Cianfrance, aux côtés de Michael Fassbender et Rachel Weisz. En décembre 2015, elle reçoit une double-nomination lors de la 73e cérémonie des Golden Globes pour ses performances dans Danish Girl (The Danish Girl) et Ex machina. En février 2016, elle reçoit l'Oscar de la meilleure actrice dans un second rôle pour le film Danish Girl (The Danish Girl).
Alicia Vikander retrouve la réalisatrice Lisa Langseth pour le film suédo-britannico-allemand Euphoria. Le film est coproduit par la société de production de l'actrice.
En avril 2016, elle est choisie pour incarner Lara Croft dans le reboot de l'adaptation cinématographique de la série de jeux-vidéo Tomb Raider après Angelina Jolie. Le film, réalisé par Roar Uthaug, sort en mars 2018. Elle incarne le rôle principal dans L'Oiseau-tempête (The Earthquake Bird), film américano-japonais non distribué en salle et visible exclusivement sur la plateforme de vidéo à la demande Netflix. Une nouvelle fois elle apprend à parler une langue étrangère pour les besoins d'un film, ici le japonais.
En 2021 sortent les films Blue Bayou et The Green Knight qui passent relativement inaperçus, bien que les films soient bien reçus par la critique.
L'actrice est présente à l'affiche de la série Irma Vep réalisée par Olivier Assayas, diffusée sur OCS City. La série sera présentée en avant-première au Festival de Cannes 2022 (section Cannes Première).
Vikander est au générique du film Le Jeu de la reine (Firebrand) aux côtés de Jude Law. Le film est présenté en sélection officielle lors du Festival de Cannes 2023. Il y recevra une ovation de 8 minutes à l'issue de sa projection.

### Productrice
En 2016, Alicia Vikander crée une société de production dénommée Vikarious Productions ayant pour but de donner plus de place aux femmes dans le cinéma.
Une série intitulée Le crime était presque parfait est en développement. Alicia Vikander y tiendrait le premier rôle.

## Vie privée
Alicia Vikander résidait auparavant à North London,. Elle compte parmi ses amis proches les membres du groupe électro-pop Icona Pop et l'acteur suédois Alexander Skarsgård.
Après avoir partagé la vie de Gustav Gisseldahl, cofondateur de la société suédoise Apprl, elle est depuis fin 2014 en couple avec l'acteur germano-irlandais Michael Fassbender, ; ils se sont rencontrés pour la première fois au Festival international du film de Toronto en septembre 2013, puis lors du tournage de Une vie entre deux océans (The Light Between Oceans), qui a été tourné en Australie et en Nouvelle-Zélande,. Ils se sont mariés le 14 octobre 2017 lors d'une cérémonie privée sur l'île d'Ibiza, en Espagne. Depuis 2017, ils résident à Lisbonne, la capitale du Portugal,.
En août 2021, ils annoncent la naissance de leur premier enfant.
Alicia Vikander s'identifie comme féministe et a plaidé pour l'égalité des sexes dans le cinéma, en commentant : « Je venais de faire cinq films d'affilée et Tulip Fever était le premier où j'avais une scène avec une autre femme. [...] Il y a un changement qui se produit, et je veux en faire partie, [parce que] quand vous voyez quelque chose comme Hunger Games ou Divergente 2 : L'Insurrection, cela prouve qu'un rôle féminin peut amener un blockbuster réussi, et cela signifie quelque chose ».
Le 10 novembre 2017, Alicia Vikander est l'une des 584 femmes qui a appelé les industries suédoises du cinéma et du théâtre à lutter contre ce qu'elles prétendent être « une culture d'inconduite sexuelle ». Elle a ajouté sa signature à une lettre ouverte publiée dans le journal suédois Svenska Dagbladet. La lettre contient de nombreux récits de harcèlement sexuel, d'agressions et de viols subis par des femmes dans l'industrie suédoise, tous relatés de manière anonyme. Selon une traduction de la lettre publiée par la publication suédoise de langue anglaise issue du site web The Local, les signataires ont juré qu'ils « ne se tairaient plus ». À la suite de la publication de la lettre, la presse suédoise a rapporté que la ministre de la Culture et de la Démocratie suédoise Alice Bah Kuhnke a convoqué une réunion des chefs de la Compagnie nationale de théâtre de Suède, du théâtre dramatique royal et de l'opéra royal de Stockholm.

## Filmographie

### Cinéma

#### Longs métrages
- 2010 : Pure (Till det som är vackert) de Lisa Langseth : Katarina
- 2011 : The Crown Jewels (Kronjuvelerna) de Ella Lemhagen : Fragancia Fernandez
- 2012 : Royal Affair (En kongelig affære) de Nikolaj Arcel : Caroline-Mathilde de Hanovre, la reine consort du Danemark et de Norvège
- 2012 : Anna Karénine (Anna Karenina) de Joe Wright : Kitty
- 2013 : Le Cinquième Pouvoir (The Fifth Estate) de Bill Condon : Anke
- 2013 : Hotell de Lisa Langseth : Erika
- 2014 : Le Septième Fils (Seventh Son) de Sergueï Vladimirovitch Bodrov : Alice Deane
- 2014 : Son of a Gun de Julius Avery : Tasha
- 2015 : À vif ! (Burnt) de John Wells : Anne Marie
- 2015 : Agents très spéciaux : Code UNCLE (The Man from U.N.C.L.E.) de Guy Ritchie : Gaby Teller
- 2015 : Mémoires de jeunesse (Testament of Youth) de James Kent : Vera Brittain
- 2015 : Ex machina d'Alex Garland : Ava
- 2015 : Je suis Ingrid (Jag är Ingrid) de Stig Björkman : narratrice (documentaire)
- 2015 : Danish Girl (The Danish Girl) de Tom Hooper : Gerda Wegener
- 2016 : Jason Bourne de Paul Greengrass : Heather Lee
- 2016 : Une vie entre deux océans (The Light Between Oceans) de Derek Cianfrance : Isabel Sherbourne
- 2017 : Birds Like Us de Faruk Šabanović et Amela Ćuhara : Huppu (voix)
- 2017 : Tulip Fever de Justin Chadwick : Sophia
- 2017 : Submergence de Wim Wenders : Danielle
- 2017 : Euphoria de Lisa Langseth : Ines
- 2018 : Tomb Raider de Roar Uthaug : Lara Croft
- 2019 : L'Oiseau-tempête (The Earthquake Bird) de Wash Westmoreland : Lucy Fly
- 2020 : The Glorias de Julie Taymor : Gloria Steinem (jeune)
- 2021 : The Green Knight de David Lowery : Lady / Esel
- 2021 : Beckett de Ferdinando Cito Filomarino : April
- 2021 : Blue Bayou de Justin Chon : Kathy LeBlanc
- 2023 : Le Jeu de la reine (Firebrand) de Karim Aïnouz : Catherine Parr
- 2024 : Rumours, nuit blanche au sommet (Rumours) de Guy Maddin et Evan et Galen Johnson : Celestine Sproul, la présidente de la commission européenne
- 2024 : L'Évaluation (The Assessment) de Fleur Fortuné : Virginia
- 2025 : Le Mage du Kremlin (The Wizard of the Kremlin) d'Olivier Assayas : Ksenia
- 2026 : Hope (호프) de Na Hong-jin

#### Courts métrages
- 2006 : Standing Outside Doors : Alicia
- 2007 : The Rain de Pontus Lidberg : une danseuse
- 2007 : Darkness of Truth de Kristian A. Söderström : Sandra Svensson
- 2008 : Love (My Name is Love) de David Färdmar : Fredrika
- 2009 : Susans längtan (Susan's Longing) de Kristian A. Söderström : la fille en appartement
- 2011 : Jeu de chiennes de Khajag Soudjian : Alicia
- 2015 : The Magic Diner de Niclas Larsson : elle-même
- 2018 : The Magic Diner Pt.II de Niclas Larsson

### Télévision

#### Téléfilms
- 2002 : Min balsamerade mor de Osborn Bladini : Ebba Du Rietz
- 2003 : The Befallen : Drabbad Mörker (épisode : Slutet)

#### Séries télévisées
- 2005 : En decemberdröm : Tony (13 épisodes)
- 2007 : Levande föda : Linda (3 épisodes)
- 2007-2008 : Andra Avenyn : Jossan Tegebrandt Björn (39 épisodes)
- 2008 : Höök : Katarina (2 épisodes)
- 2018 : Imagine : narratrice (épisode : Ingrid Bergman in Her Own Words) (voix)
- 2019 : One Red Nose Day and a Wedding : Foi (court métrage de télévision)
- 2019 : Dark Crystal : Le Temps de la résistance (The Dark Crystal: Age of Resistance) : Mira (voix)
- 2022 : Irma Vep d'Olivier Assayas (OCS) : Mira Harberg (également producteur exécutif)
- En projet : Dial M for Murder : à déterminer (en préproduction, également producteur exécutif)

## Distinctions

### Récompenses
- Festival international du film de Mannheim-Heidelberg 2010 : meilleure actrice pour Pure
- Festival international du film de Stockholm 2010 : meilleur espoir pour Pure
- Berlinale 2011 : Shooting Stars de la meilleure actrice pour Royal Affair
- Prix Guldbagge de la meilleure actrice 2011 pour Pure
- Festival international du film de Kiev Molodist 2011 : meilleure actrice pour Pure
- Festival international du film de Santa Barbara 2011 : meilleure actrice pour Pure
- Festival international du film des Hamptons 2012 : meilleure actrice pour Anna Karénine
- Festival international du film de Marrakech 2013 : meilleure actrice pour Hotell
- Austin Film Critics Association Awards 2015 : meilleure actrice dans un second rôle pour Ex machina
- Awards Circuit Community Awards 2015 : meilleure actrice dans un second rôle pour Ex Machina
- Chicago Film Critics Association Awards 2015 : Meilleure actrice dans un second rôle pour Ex Machina
- Detroit Film Critics Society Awards 2015 : Meilleure actrice dans un second rôle pour Danish Girl
- Hollywood Film Awards 2015 : meilleure révélation pour Danish Girl
- Kansas City Film Critics Circle Awards 2015 : Meilleure actrice dans un second rôle pour Ex Machina
- Los Angeles Film Critics Association Awards 2015 : Meilleure actrice dans un second rôle pour Ex Machina
- Nevada Film Critics Society Awards 2015 : Meilleure actrice dans un second rôle pour Ex Machina
- New York Film Critics Online Awards 2015 : Révélation de l'année pour Ex Machina et pour Danish Girl
- Phoenix Film Critics Society Awards 2015 :
  - Meilleure actrice dans un second rôle pour Danish Girl
  - Meilleure révélation féminine pour Ex Machina
- San Diego Film Critics Society Awards 2015 : meilleure actrice pour À vif !, pour Danish Girl, pour Ex Machina et pour Agents très spéciaux : Code UNCLE
- Southeastern Film Critics Association Awards 2015 : meilleure actrice dans un second rôle pour Ex Machina
- St. Louis Film Critics Association Awards 2015 : Meilleure actrice dans un second rôle pour Ex Machina
- Toronto Film Critics Association Awards 2015 : meilleure actrice dans un second rôle pour Ex Machina
- Vancouver Film Critics Circle AwardS 2015 : Meilleure actrice dans un second rôle pour Ex Machina
- Washington DC Area Film Critics Association Awards 2015 : Meilleure actrice dans un second rôle pour Ex Machina
- Women Film Critics Circle Awards 2015 : Lauréate du Prix Invisible Woman de la meilleure actrice dans un second rôle pour Ex Machina
- EDA Awards 2016 : meilleur espoir pour Ex Machina, pour Mémoires de jeunesse et pour Danish Girl
- Central Ohio Film Critics Association Awards 2016 :
  - Meilleure actrice dans un second rôle pour Ex Machina
  - Actrice de l'année pour À vif !, pour Danish Girl, pour Ex Machina, pour Agents très spéciaux : Code UNCLE, pour Le Septième Fils et pour Mémoires de jeunesse
  - Révélation féminine pour À vif !, pour Danish Girl, pour Ex machina, pour Agents très spéciaux : Code UNCLE, pour Le Septième Fils et pour Mémoires de jeunesse
- CinEuphoria Awards (es) 2016 : meilleure actrice dans un second rôle pour Ex Machina
- Critics' Choice Movie Awards 2016 : Meilleure actrice dans un second rôle pour Danish Girl
- Denver Film Critics Society Awards 2016 : Meilleure actrice dans un second rôle pour Ex Machina
- Empire Awards 2016 : Meilleure actrice pour Danish Girl
- Gay and Lesbian Entertainment Critics Association 2016 : meilleure révélation de l’année pour Danish Girl.
- Georgia Film Critics Association Awards 2016 :
  - Meilleure révélation de l’année pour Ex Machina
  - Meilleure révélation de l'année pour À vif !, pour Danish Girl, pour Agents très spéciaux : Code UNCLE, pour Le Septième Fils et pour Mémoires de jeunesse
- Gold Derby Awards 2016 : meilleure actrice dans un second rôle pour Ex Machina
- North Carolina Film Critics Association Awards 2016 : meilleure actrice dans un second rôle pour Ex Machina
- Odyssey Awards 2016 : meilleure actrice dans un second rôle pour Ex Machina
- Oklahoma Film Critics Circle Awards 2016 :
  - Meilleure actrice dans un second rôle pour Ex Machina
  - Meilleure actrice pour À vif !, pour Danish Girl, pour Ex Machina et pour Mémoires de jeunesse
- Online Film & Television Association Awards 2016 : meilleure performance féminine pour Ex Machina
- Oscars 2016 : Meilleure actrice dans un second rôle pour Danish Girl
- Festival international du film de Palm Springs 2016 : meilleure révélation féminine pour Danish Girl
- Festival international du film de Santa Barbara 2016 : Lauréate du Prix Virtuoso de la meilleure actrice pour Danish Girl et pour Ex Machina
- Satellite Awards 2016 : Meilleure actrice dans un second rôle pour Danish Girl
- Screen Actors Guild Awards 2016 : Meilleure actrice dans un second rôle pour Danish Girl

### Nominations
- BAFTA Awards 2013 : Rising Star Award pour Anna Karénine
- EDA Awards 2013 : Meilleur espoir féminin pour Royal Affair
- Bodil Awards 2013 : Meilleure actrice pour Royal Affair
- Danish Film Awards 2013 : Robert de la meilleure actrice pour Royal Affair
- Empire Awards 2013 : Meilleur espoir féminin pour Anna Karénine
- British Independent Film Awards 2014 : Meilleure actrice pour Mémoires de jeunesse
- Austin Film Critics Association Awards 2015 : meilleur espoir féminin pour Ex machina.
- Australian Academy of Cinema and Television Arts Awards 2015 : Meilleure actrice dans un second rôle pour Ex machina
- Boston Society of Film Critics Awards 2015 : Meilleure actrice dans un second rôle pour Ex machina
- British Independent Film Awards 2015 : Meilleure actrice pour Danish Girl
- Dallas-Fort Worth Film Critics Association Awards 2015 : Meilleure actrice dans un second rôle pour Danish Girl et pour Ex machina.
- Detroit Film Critics Society Awards 2015 : Meilleure actrice dans un second rôle pour Ex machina
- Empire Awards 2015 : Meilleure actrice pour Ex machina
- Prix du cinéma européen 2015 : Meilleure actrice pour Ex machina
- Florida Film Critics Circle Awards 2015 :
  - Meilleure actrice dans un second rôle pour Ex machina
  - Lauréate du Prix Pauline Kael du meilleur espoir pour Ex machina et pour Danish Girl
- EDA Awards 2016 : meilleure actrice dans un second rôle pour Ex machina
- BAFTA Awards 2016 :
  - Meilleure actrice dans un second rôle pour Danish Girl
  - Meilleure actrice pour Ex machina
- Central Ohio Film Critics Association Awards 2016 : Meilleure actrice pour Danish Girl
- Denver Film Critics Society Awards 2016 : Meilleure actrice pour Danish Girl
- Gold Derby Awards 2016 : meilleure actrice dans un second rôle pour Danish Girl
- Golden Globes 2016 :
  - Meilleure actrice dans un second rôle pour Ex machina
  - Meilleure actrice pour Danish Girl
- Houston Film Critics Society Awards 2016 : meilleure actrice dans un second rôle pour Ex machina et pour Danish Girl.
- Indiana Film Journalists Association Awards 2016 : meilleure actrice pour Une vie entre deux océans
- Saturn Awards 2016 : Meilleure actrice dans un second rôle pour Danish Girl
- Teen Choice Awards 2016 : Meilleure actrice pour Danish Girl
- CinEuphoria Awards 2017 : meilleure actrice pour Une vie entre deux océans
- Critics' Choice Documentary Awards 2019 : meilleur documentaire pour Anthropocene: The Human Epoch partagée avec Jennifer Baichwal
- Gold Derby Awards 2020 : meilleure actrice de la décade dans un second rôle pour Ex machina

## Voix francophones
En version française, Alicia Vikander est dans un premier temps doublée par Audrey D'Hulstère dans Mémoires de jeunesse et Capucine Lespinas dans Royal Affair. Entre 2012 et 2018, l'actrice est doublée par Anna Sigalevitch dans Anna Karénine, Le Septième Fils, Ex machina, Danish Girl, Une vie entre deux océans, Jason Bourne et Tomb Raider. Elisabeth Ventura lui prête sa voix en 2013 dans Le Cinquième Pouvoir et en 2015 dans À vif !, tandis que Sophie O, Carine Ribert et Sophie Frison la doublent respectivement dans Son of a Gun, Agents très spéciaux : Code UNCLE et Tulip Fever.
Depuis 2019, Nastassja Girard l'a doublée à trois reprises dans L'Oiseau-tempête, Beckett et The Green Knight. En 2022 et 2024, Ingrid Donnadieu est choisie pour la doubler dans Irma Vep et L'Évaluation.
En version québécoise, Alicia Vikander est doublée par Sarah-Jeanne Labrosse dans Anna Karénine, Le Septième Fils, Des agents très spéciaux : Code UNCLE, Danish Girl, Jason Bourne et Tomb Raider.